# Samuel McKean
Samuel McKean (Huntingdon megye, 1787. április 7. – West Burlington, 1841. december 14.) az Amerikai Egyesült Államok szenátora (Pennsylvania, 1833–1839).